# Citokineza
Citokineza je druga faza stanične diobe, koja slijedi nakon mitoze.  U citokinezi se pravilno distriburiraju stanična tjelešca i stanični dijelovi.
U mitozi se dijeli stanična jezgra (kariokineza), a u citokinezi citoplazma. Time se u ovoj se fazi dijeli cijela stanica. Kod životinjskih stanica stvara se diobena brazda, a kod biljnih oblikuje se stanična ploča. Kod životinjskih stanica taj žlijeb (ubor) nastaje okomito na os diobenog vretena. Ubor je postupno sve dublji i na koncu podijeli stanicu na dvije stanice-kćeri. Zbog čvrste celulozne stijenke kod biljnih stanica nema ubora, nego se javlja bačvasto tijelo u ekvatorskoj ravnini koje nazivamo fragmoplast. U tom se tijelu nalaze brojne Golgijeve vezikule koje sadrže sastojke potrebne za izgradnju stanične stijenke.
|  |  |